# Jane Birkin/Serge Gainsbourg
Jane Birkin/Serge Gainsbourg (также известен под названием Je t’aime… moi non plus) — совместный альбом Сержа Генсбура и Джейн Биркин. Первоначально релиз состоялся на лейбле Fontana Records. Альбом включает в себя сингл «Je t'aime... moi non plus», который достиг первого места в UK Singles Chart.
Песня Jane B является адаптацией Четвёртой прелюдии Фредерика Шопена из опуса. 28 ми минор. Аранжировку музыки сделал Артур Гринслэйд.

## Оценки критиков
| Оценки критиков | Оценки критиков |
| Источник        | Оценка          |
| --------------- | --------------- |
| AllMusic        | [ 1 ]           |
| Pitchfork       | 8.8/10          |
| PopMatters      | [ 5 ]           |

Альбом получил признание критиков. Д. М. Эдвардс из PopMatters заявил: «Аранжировка Артур Гринслейда восхитительна, а в альбоме много проблесков экспериментов, характерных для музыки Генсбура», далее описывая альбом как «сложную, вневременную поп-музыку.»
В 2017 году Pitchfork поместил его под номером 44 в списке «200 лучших альбомов 1960-х». Составляя заметку для Pitchfork, Кэмерон Кук назвал(-а) этот альбом «любовным письмом, зачитанным громко вслух его получателем: „Каждая нота и стих подразумевают выделение определённого аспекта личности Биркин сквозь призму Генсбура, от её произнесения каждой строчки с затаением дыхания до её кокетливого французского с сильным акцентом“».

## Список композиций
Слова и музыка всех песен — Серж Генсбур.
| №   | Название                      | Вокал                      | Длительность |
| --- | ----------------------------- | -------------------------- | ------------ |
| 1.  | «Je t'aime... moi non plus»   | Серж Генсбур, Джейн Биркин | 4:23         |
| 2.  | «L'anamour»                   | Серж Генсбур               | 2:17         |
| 3.  | «Orang-outan»                 | Джейн Биркин               | 2:28         |
| 4.  | «Sous le soleil exactement»   | Серж Генсбур               | 2:52         |
| 5.  | «18-39»                       | Джейн Биркин               | 2:39         |
| 6.  | «69 année érotique»           | Серж Генсбур, Джейн Биркин | 3:21         |
| 7.  | «Jane B»                      | Джейн Биркин               | 3:09         |
| 8.  | «Elisa»                       | Серж Генсбур               | 2:31         |
| 9.  | «Le canari est sur le balcon» | Джейн Биркин               | 2:20         |
| 10. | «Les sucettes»                | Серж Генсбур               | 2:37         |
| 11. | «Manon»                       | Серж Генсбур               | 2:41         |

| №   | Название               | Вокал                      | Длительность |
| --- | ---------------------- | -------------------------- | ------------ |
| 12. | «La chanson de slogan» | Серж Генсбур, Джейн Биркин | 2:53         |

## Участники записи
Сведения взяты из буклета альбома.
- Серж Генсбур — вокал
- Джейн Биркин — вокал
- Артур Гринслэйд[англ.] — аранжировка, управление оркестром
- Жан-Клод Десмарти — художественная продукция
- Жан Д’Хьюз — фотографии

## Чарты
| Чарт                | Высшая позиция |
| ------------------- | -------------- |
| Франция (SNEP)      | 128            |
| США (Billboard 200) | 196            |